# DHD (Stargate)
Nell'universo fantascientifico di Stargate un DHD (acronimo di Dial-Home Device) è uno strumento degli Antichi per controllare uno Stargate. Ve ne sono sia nella Via Lattea che nella Galassia di Pegaso, operanti nelle rispettive reti di Stargate.

## Aspetto

Rappresentazione di un DHD della Via Lattea

La maggior parte dei DHD sono a forma di colonna bassa e larga, sulla cui sommità è posto un pannello di controllo rotondo ed inclinato, consistente in due cerchi concentrici di "chiavi" ed una semisfera rossa translucente nel centro. Le chiavi rappresentano i corrispondenti simboli, chiamati glifi, sui bordi dello Stargate; la semisfera centrale serve per attivare l'energia necessaria al passaggio. Nella via lattea, il DHD consente di collegarsi velocemente con altri pianeti dotati degli stessi dispositivi, inoltre fornisce energia al varco.
Pare che originariamente ogni Stargate avesse il proprio DHD, collocato nei pressi dell'anello. Tuttavia qualcuno nel tempo è stato danneggiato o perso. Questo è un problema per i viaggiatori poiché è possibile recarsi attraverso uno Stargate su un pianeta sprovvisto di DHD, ma andarsene con lo stesso mezzo risulta estremamente difficile. Molti episodi sono basati su squadre SG che rimangono bloccati su pianeti senza DHD funzionanti, costretti a svariati stratagemmi per contattare la base. Una delle funzioni primarie del MALP è l'esplorazione preventiva dei pianeti per verificare la presenza di un DHD funzionante.
Come affermato dal dottor Radek Zelenka, collegarsi ad un indirizzo lascia piccole impronte nei cristalli di controllo del DHD, e si possono recuperare circa cinque indirizzi usando l'equipaggiamento opportuno. Ciononostante non si può sapere in quale sequenza essi siano stati digitati.

## Sistemi alternativi
I DHD non sono l'unico metodo per collegarsi ad altri Stargate.
- collegamento manuale: se non è presente alcun sistema di comunicazione, nella rete di Stargate della nostra galassia un viaggiatore può selezionare manualmente l'indirizzo, ruotando l'anello interno dello Stargate a viva forza, per selezionare uno ad uno i simboli di destinazione come fosse un'enorme combinazione d'una cassaforte. Serve anche una fonte d'energia molto potente da collegare direttamente all'anello (costituito da un superconduttore) una volta finita la collocazione dei glifi. Gli Stargate della galassia di Pegaso non hanno un anello rotante, questi ultimi quindi non sono attivabili manualmente.
- collegamento alternativo: se non c'è un DHD, i viaggiatori sono costretti ad emularlo. Esempi sono:
  - il comando Stargate sulla Terra, governante il varco con impulsi elettrici diretti da un computer. Quest'ultimo è in grado d'attivare l'anello ed eseguire vari programmi diagnostici sull'intero apparato.
  - attivatori remoti, tenuti in mano o portati al polso, sono stati usati da Goa'uld ed Asgard in vari episodi. Cassandra[1] utilizza un dispositivo del genere. La Nox Lya[2] pare azionare lo Stargate con un solo gesto, ma con certezza ha un'apparecchiatura nascosta, frutto dell'avanzata tecnologia Nox.

## I DHD Terrestri
Senza dubbio, la Terra è il pianeta con più DHD, dalla storia molto travagliata.

Diagramma della console di digitazione del DHD terrestre.

Il primo DHD fu seppellito assieme allo Stargate nella rivolta degli antichi Egizi contro Ra.
Quando furono compiuti gli scavi a Giza, esso non fu trovato, dato che i Tedeschi, nella prima guerra mondiale, lo avevano trovato e sottoposto ad analisi. In seguito passò di mano all'Unione sovietica che lo conservò fino all'inizio del loro programma Stargate e i contatti con l'SGC. Ma poi, andò distrutto.
Quando Jack O'Neill e Samantha Carter, per un sovraccarico dello Stargate, furono rimaterializzati nello Stargate secondario in Antartide, scoprirono un DHD pienamente funzionante che fu utilizzato per attivare lo Stargate secondario dall'NID per scopi alquanto loschi. Poi fu segregato assieme allo Stargate secondario nell'area 51. Lo Stargate secondario, con il rispettivo DHD, furono utilizzati milioni di anni fa dagli Antichi per trasportare persone e colonizzare la Terra. In seguito è stato usato dai Goa'uld dopo la rivolta contro Ra.
E infine il sistema di digitazione elaborato dall'SGC può considerarsi un DHD a pieno rigore. Esso è in grado anche di mantenere in memoria un oggetto in transizione nello Stargate quando esso accidentalmente si chiude, come quando Teal'c rimase nella memoria dello Stargate.

## Galassia di Pegaso
I DHD della Galassia di Pegaso sono simili ai DHD della Via Lattea, ne differiscono solo per i simboli diversi, per il tasto che permette l'annullamento delle coordinate digitate e per il tasto che permette di calare un campo di forza dalla stessa funzione dell'iride terrestre. Utilizza una quantità leggermente superiore di energia.

### DHD Wraith
I Wraith hanno modificato un DHD della galassia di Pegaso adattandolo alle loro esigenze. Questo DHD può intercettare una connessione e infiltrasi all'interno. Anch'esso ha la funzione di protezione.

## In Stargate Infinity
Nella serie di Stargate a cartoni animati, Stargate Infinity, si usano DHD uguali a quelli delle serie Stargate SG-1.

## In Stargate Universe
Gli Stargate dei mondi visitati non possiedono un DHD come quelli della Via Lattea o della Galassia di Pegaso ma possono essere attivati dai mondi in cui si trovano tramite il visore/comando delle Chino o dalla sala della Destiny